# Armstrong Siddeley Serval
Le Armstrong Siddeley Serval est un moteur d'avion dix-cylindre en étoile britannique développé par Armstrong Siddeley à la fin des années 1920. Suivant la tradition de la société le moteur fut nommé d'après le chat sauvage Serval.

## Conception et développement
Le Serval est un moteur à pistons radial dix-cylindre, en double étoile, refroidi à l'air. Il fut développé à partir du Armstrong Siddeley Mongoose et est, plus ou moins, composé de deux Mongoose assemblés autour d'un seul carter. En fait, il fut d'abord présenté sous le nom de Double Mongoose en mai 1928.
Construit en plusieurs variantes, la puissance de sortie était d'environ 340 ch (254 kW).

## Variantes
Serval I d'abord nommé Double Mongoose
(1931) 340 ch.
Serval III
(1932)
Serval IIIB
(1932) 310 ch.
Serval IV
310 ch.
Serval V
(1933) 340 ch.

## Applications

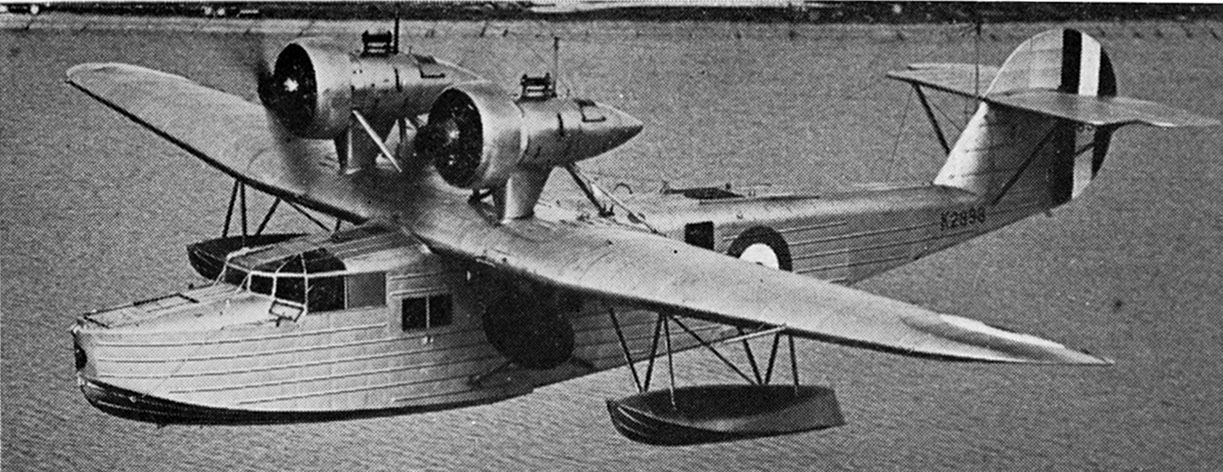
AS Serval sur un Saro Cloud

- Airco DH.9
- Armstrong Whitworth Atalanta
- BFW M.36
- Canadian Vickers Vancouver
- Fairey Fox
- ICAR Comercial
- Saro Cloud